# Episodi di Sports Night (seconda stagione)
La seconda e ultima stagione della serie televisiva Sports Night è stata trasmessa in prima visione su ABC dal 5 ottobre 1999 al 16 maggio 2000.
In Italia è stata trasmessa in prima visione su Rai 2.
| nº | Titolo originale                                        | Titolo italiano | Prima TV USA     | Prima TV Italia |
| -- | ------------------------------------------------------- | --------------- | ---------------- | --------------- |
| 1  | Special Powers                                          |                 | 5 ottobre 1999   |                 |
| 2  | When Something Wicked This Way Comes                    |                 | 12 ottobre 1999  |                 |
| 3  | Cliff Gardner                                           |                 | 19 ottobre 1999  |                 |
| 4  | Louise Revisited                                        |                 | 26 ottobre 1999  |                 |
| 5  | Kafelnikov                                              |                 | 2 novembre 1999  |                 |
| 6  | Shane                                                   |                 | 7 dicembre 1999  |                 |
| 7  | Kyle Whitaker's Got Two Sacks                           |                 | 14 dicembre 1999 |                 |
| 8  | The Reunion                                             |                 | 21 dicembre 1999 |                 |
| 9  | A Girl Named Pixley                                     |                 | 28 dicembre 1999 |                 |
| 10 | The Giants Win the Pennant, the Giants Win the Pennant! |                 | 11 gennaio 2000  |                 |
| 11 | The Cut Man Cometh                                      |                 | 18 gennaio 2000  |                 |
| 12 | The Sweet Smell of Air                                  |                 | 25 gennaio 2000  |                 |
| 13 | Dana Get Your Gun                                       |                 | 1º febbraio 2000 |                 |
| 14 | And the Crowd Goes Wild                                 |                 | 8 febbraio 2000  |                 |
| 15 | Celebrities                                             |                 | 29 febbraio 2000 |                 |
| 16 | The Local Weather                                       |                 | 7 marzo 2000     |                 |
| 17 | Draft Day: Part I. It Can't Rain at Indian Wells        |                 | 14 marzo 2000    |                 |
| 18 | Draft Day: Part II. The Fall of Ryan O'Brian            |                 | 21 marzo 2000    |                 |
| 19 | April is the Cruelest Month                             |                 | 28 marzo 2000    |                 |
| 20 | Bells and a Siren                                       |                 | 4 aprile 2000    |                 |
| 21 | La Forza del Destino                                    |                 | 9 maggio 2000    |                 |
| 22 | Quo Vadimus                                             |                 | 16 maggio 2000   |                 |